# Метеор (пьеса)
«Метеор» (нем. Der Meteor) — пьеса швейцарского драматурга Фридриха Дюрренматта, написанная в жанре комедии.

## История создания
Пьесу «Метеор» Фридрих Дюрренматт написал в 1966 году в Невшателе, где постоянно жил с 1952 года. Он выбрал тему, к которой непосредственно перед ним не раз обращались драматурги «театра абсурда», в том числе Эжена Ионеско в пьесе «Король умирает» (1963); в «Метеоре», одной из самых серьёзных своих пьес по сути, но буффонадной по форме Дюрренматт и сам близко подошёл к «театру абсурда». Но если и для Э. Ионеско, и для С. Беккета в его многочисленных параболах главным был ужас человека перед неотвратимой смертью, то у Дюрренматта абсурдность ситуации заключается в том, что его герой, богатый и знаменитый, жаждет смерти, но умереть не может.
Как и многие другие пьесы Дюрренматта, «Метеор» впервые был поставлен в цюрихском «Шаушпильхаузе»; премьера состоялась 20 января 1966 года.

## Действующие лица
- Вольфганг Швиттер — писатель, лауреат Нобелевской премии
- Ольга — его жена
- Йохен — его сын
- Гуто Ниффеншвандер — художник
- Августа — его жена
- Эмануэль Лютц — священник
- Великий Мюгейм — земельный маклер и домовладелец, строительный магнат
- Профессор Шлаттер — хирург
- Вильгемина Номзен - деловая женщина
- Карл Коппе — издатель
- Фридрих Георген — знаменитый критик
- Глаузер — привратник
- Шафрот — инспектор уголовной полиции
- Майор Фридли из Армии спасения
- Критики, издатели, журналисты, полицейские, солдаты Комитета спасения

## Сюжет
Знаменитый писатель, лауреат Нобелевской премии Швиттер, приезжает в город своей юности, дабы здесь умереть. Он возвращается в свою мансарду, где в нищете и безвестности провёл всю свою молодость, выгоняет на улицу хозяина мансарды — художника, а затем всеми средствами пытается приблизить час своей смерти. Он ничем не болен, полон энергии, он просто разочаровался и в себе самом, и в своём творчестве, и в окружающих. Проститься с умирающим приходят его близкие и знакомые, и каждому из них Швиттер помогает сбросить с себя личину и обнаружить своё истинное отношение к умирающему. Встречи с писателем для многих заканчиваются плачевно: так, уповая на бренность бытия, вскоре умирает священнослужитель; спущенный с лестницы художник ломает себе шею; заснув в кресле, спокойно умирает тёща Швиттера. Перед смертью Швиттер, к немалому огорчению потенциальных наследников, сжигает в печи накопленные полтора миллиона. Но умереть ему не удаётся; в финале пьесы он поднимается с постели и с досадой восклицает: «Когда же я, наконец, сдохну!»

## Критика и толкования
Писать комедию о смерти было заведомо рискованно, и после цюрихской премьеры «Метеора» некоторые критики обвиняли Дюрренматта в «богохульстве». Сам Дюрренматт в ходе общественного обсуждения пьесы зачитал «20 тезисов» к своей комедии; драматург утверждал, что его герой — этого не поняли ни критики, ни зрители — на самом деле на протяжении пьесы неоднократно умирает и воскресает вновь; для него важно, что смерть позволяет человеку наконец остаться одному и вырваться из паутины ненужных и лживых связей. «Смерть, — пишет Н. Павлова, — трактуется в пьесе как бунт, как полное истинного жизнелюбия стремление к естественности. В то же время эта пьеса, конечно, далека от оптимизма. Смерть есть смерть. Воскрешение понимается Дюрренматтом не как возвращение к жизни, а как затянувшееся состояние той горькой свободы, которую обретает человек перед лицом конца». При этом не ясно, ради чего Швиттер вырывается из круговорота опостылевшей ему жизни: в пьесе нет тех благородных идей, которые отстаивали герои предыдущих комедий Дюрренматта. Но стремление его жизнелюбивого героя к смерти, считает критик, в действительности не более противоестественно, чем само устройство жизни, способной порождать к себе такое активное отвращение.

## Постановки
- 1993 — Театр «Старый Дом», Екатеринбург, постановка Николая Стуликова[4]
- 2001 — Театр на Малой Бронной. Постановка и музыкальное оформление А. Житинкина; художник Б. Бланк. Роли исполняли: Вольфганг Швиттер — Лев Дуров, Ольга — Екатерина Дурова, Иохен — Владимир Яворский, Карл Коппе — Александр Макаров, Гуго Ниффеншвандер — Владимир Ершов, Августа — Татьяна Лозовая, Эммануэль Лютц — Никита Салопин, Великий Мюггейм — Геннадий Сайфулин и Георгий Мартынюк, профессор Шлаттер — Виктор Лакирев[5]
- 11 апреля 2007 Новый Экспериментальный Театр. постановка Отар Джангишерашвили. Роли исполняли: Вольфганг Швиттер — з.а. России Олег Алексеев, Великий Мюгейм — Александр Таза